# Lebring-Sankt Margarethen
Lebring-Sankt Margarethen est une commune autrichienne du district de Leibnitz en Styrie.